# Tour de Croàcia
El Tour de Croàcia és una competició ciclista per etapes que es disputa a Croàcia. La primera edició data del 1994 i s'ha anat corrent amb alguns anys de parada. Forma part del calendari de l'UCI Europa Tour, amb categoria diferents segons l'edició, des del 2.2 fins a H.C.

## Palmarès
| Any                               | Vencedor              | Segon                | Tercer                      |
| --------------------------------- | --------------------- | -------------------- | --------------------------- |
| edicions amateurs                 |                       |                      |                             |
| 1994                              | Veceslav Orel         |                      |                             |
| 1995                              | Iztok Melanšek        |                      |                             |
| 1996                              | Sandi Papež           |                      |                             |
| 1997                              | Andrei Mizúrov        |                      |                             |
| 1998                              | Vladimir Miholjević   | Bogdan Ravbar        | Robert Bartko               |
| 1999                              | Gregor Tekavec        | Hrvoje Bosnjak       | Joachim Ladler              |
| edicions professionales           |                       |                      |                             |
| 2000                              | Martin Derganc        | Igor Kranjec         | Vladimir Miholjević         |
| 2001                              | Simone Mori           | Michael Rasmussen    | Hrvoje Miholjević           |
| 2002-2006 edicions no realitzades |                       |                      |                             |
| 2007                              | Radoslav Rogina       | Matej Stare          | Mitja Mahorič               |
| 2008-2014 edicions no realitzades |                       |                      |                             |
| 2015                              | Maciej Paterski       | Primož Roglič        | Sylwester Szmyd             |
| 2016                              | Matija Kvasina        | Jesper Hansen        | Víctor de la Parte González |
| 2017                              | Vincenzo Nibali       | Jaime Rosón García   | Jan Hirt                    |
| 2018                              | Kanstantsín Siutsou   | Pieter Weening       | Ievgueni Guiditx            |
| 2019                              | Adam Yates            | Davide Villella      | Víctor de la Parte González |
| 2020 edició no realitzada         |                       |                      |                             |
| 2021                              | Stephen Williams      | Markus Hoelgaard     | Mick van Dijke              |
| 2022                              | Matej Mohorič         | Jonas Vingegaard     | Oscar Onley                 |
| 2023                              | Orluis Aular Sanabria | Alexander Kristoff   | Ethan Hayter                |
| 2024                              | Brandon McNulty       | Tobias Lund Andresen | Fred Wright                 |
| 2025                              |                       |                      |                             |